# Black or White (película)
Black or White es un drama americano del 2014 dirigido y escrito por Mike Binder. La película está protagonizada por Kevin Costner, Octavia Spencer, Gillian Jacobs, Jennifer Ehle, Anthony Mackie y Bill Burr. La película se estrenó en el Festival Internacional de Cine de Toronto de 2014 y se estrenó en los Estados Unidos el 30 de enero de 2015. En España se tituló "Donde el corazón te lleve" o "Lo mejor para ella".
Es una dramática y enternecedora historia sobre las barreras raciales que nos dividen y los lazos familiares que nos unen, que hacen aflorar nuestros sentimientos, que nos enseña a encontrar el camino, a comprender que no todo es blanco o negro, que todos tenemos algo de héroes y de canallas al defender nuestras opiniones concluyentes y rotundas.

## Argumento
Después de haber llorado la muerte de su hija, un abogado de Los Ángeles, Elliot Anderson (Kevin Costner), y su mujer, crían a una preciosa niña mulata: su nieta Eloise (Jillian Estell), en lugar de su padre, Reggie (Andre Holland), un imprudente adicto a las drogas, a quien Elliot responsabiliza de la muerte de su hija.
Elliot sufre otro duro golpe cuando su esposa muere en un accidente automovilístico.
Dada la holgada situación económica, se puede permitir dejar de trabajar unas semanas para dedicarse a cuidar de su nieta, ponerle un profesor particular, y llevarla a diario a la escuela. Pero las cosas no son tan bonitas como parecen: en primer lugar él nunca ha cuidado de Eloise (lo hacía su esposa), y en segundo lugar es adicto al alcohol desde la muerte de su hija.
En medio del dolor, recibe una demanda de custodia: Rowena (Octavia Spencer), la abuela paterna, exige que la niña viva con su padre Reggie, y a través de un importante bufete de abogados encabezado por Jeremiah Jeffers pide la custodia total de la niña, lo que enfrentará a las dos familias en un pleito. En la sala del juzgado de familia, las dos partes deben asumir y profundizar en sus errores, y lograr un entendimiento para el bien de la niña.

## Elenco
- Kevin Costner, como Elliot Anderson.
- Jillian Estell, como Eloise Anderson.
- Octavia Spencer, como Rowenta Jeffers, abuela de Eloise.
- Andre Holland, como Reggie Jeffers, padre Eloise.
- Anthony Mackie, como Jeremiah Jeffers, abogado.